# Centre abbé Pierre Emmaüs
 (juin 2022).
Si vous disposez d'ouvrages ou d'articles de référence ou si vous connaissez des sites web de qualité traitant du thème abordé ici, merci de compléter l'article en donnant les références utiles à sa vérifiabilité et en les liant à la section « Notes et références ».
Le Centre abbé Pierre-Emmaüs est un espace muséographique qui présente la vie et le message de paix, de charité et fraternité de l’abbé Pierre et du Mouvement Emmaüs en France et dans le monde. Cet espace muséographique se trouve près de Rouen, à Esteville, en Haute-Normandie, le village où a vécu l’abbé Pierre et où il est enterré. Géré par l’Association Centre abbé Pierre Emmaüs (ACAPE), ce centre muséographique a été ouvert au public le 22 janvier 2012, date anniversaire du décès de l'abbé Pierre, en 2007. Le centre ferme définitivement en juillet 2024 à la suite des révélations sur des abus sexuels de l'abbé Pierre.

## L’ACAPE
Une association est créée en mai 2010 pour gérer ce lieu de mémoire : L’ACAPE, Association Centre Abbé Pierre Emmaüs. Cette nouvelle structure a comme membres fondateurs des associations du Mouvement Emmaüs : Emmaüs International, Emmaüs France, la Fondation Abbé-Pierre pour le logement des défavorisés, Emmaüs Solidarité, et des membres de la famille de l’abbé Pierre. Le bâtiment d’Esteville, appelé, depuis son acquisition en 1964, « la Halte d’Emmaüs », continue d’être un centre d’accueil pour personnes en difficulté. Des travaux ont été entrepris de septembre 2010 jusqu’à l’automne 2011 pour la réalisation d’un espace d’exposition comprenant une scénographie.

## L’abbé Pierre et Emmaüs à Esteville
C’est à Esteville, commune de Haute-Normandie, que reposent l’abbé Pierre et 40 compagnons, dont le premier compagnon Georges Legay et la cofondatrice du Mouvement Emmaüs, Lucie Coutaz. La présence d’Emmaüs à Esteville date de 1964, à la suite du travail des « communautés itinérantes » de l’Union des Amis et Compagnons d’Emmaüs (une ancienne fédération de groupes Emmaüs) en Seine-Maritime. Georges Lanfry, entrepreneur de bâtiment et archéologue, fait don à l’abbé Pierre d’un vieux manoir, quasiment abandonné depuis 20 ans, entouré d’un parc de 2 ha. Le bâtiment est ensuite restauré par une Communauté de « Chiffonniers Bâtisseurs », selon le terme utilisé par le Mouvement Emmaüs. 
Cette propriété prend le nom de « La Halte d’Emmaüs » et une association est constituée sous ce nom. Pour l’abbé Pierre et Lucie Coutaz, cette maison est un lieu de travail et de repos. Les deux s’y rendent très souvent et l’abbé Pierre s’y installe de façon quasi permanente de 1991 à 1999.
En 1970, la Halte devint une fédération regroupant les Groupes Emmaüs de Haute-Normandie : les Communautés d’Esteville, de Notre-Dame-de-Bondeville et de Saint-Pierre-lès-Elbeuf et les « Comités d’Amis » (groupes Emmaüs uniquement constitués de bénévoles), « Relais d’adultes » et « Jeunes Maillons » (des groupes Emmaüs aujourd'hui disparus) de la région. La Halte est en même temps le siège du Secrétariat International de Liaison des organisations d’Emmaüs et des Associations d’Aide au Volontariat (l'ancêtre du secrétariat d'Emmaüs International aujourd'hui installé à Montreuil), un Centre International de rencontres et d’études sociales, une maison de repos pour membres du Mouvement Emmaüs et un foyer de vacances pour personnes âgées.
La Halte accueille, à partir des années 1960, des membres d’Emmaüs venus du monde entier. Par la suite, elle devient une maison de retraite accueillant surtout des vieux compagnons. Une nouvelle association « Emmaüs Esteville » est créée en 1971 pour constituer le cadre juridique de la maison de retraite, de 1972 à 1999. À partir de 1999, année d’acquisition du centre par l’Association Emmaüs (devenu depuis Emmaüs Solidarité), la Halte devient un centre d’hébergement destiné principalement aux jeunes en difficulté. Par la suite, elle s’ouvre à d’autres types de public. La maison a toujours accueilli des membres d’Emmaüs pour des séjours de travail ou de détente.

## La chambre de l’abbé Pierre à Esteville

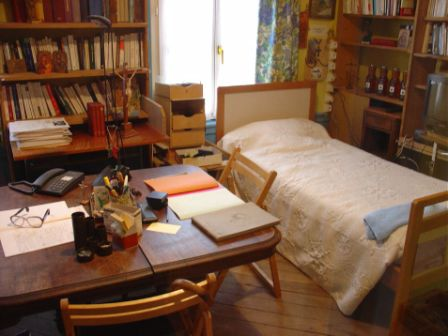
La chambre de l'abbé Pierre à la Halte Emmaüs d'Esteville.

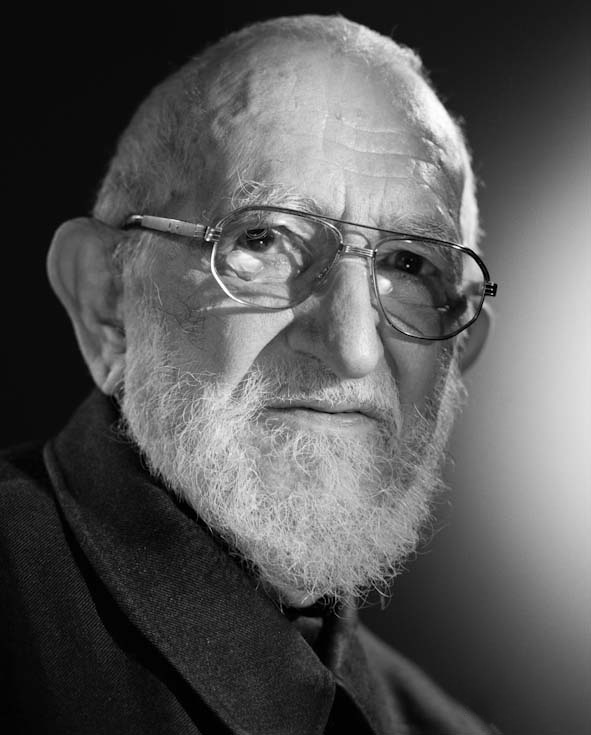
L'abbé Pierre, photo du studio Harcourt.

À Esteville, on trouve la chambre de l’abbé Pierre, laissée en l’état. Cette chambre lui servait aussi de bureau et d’atelier et témoigne de ses centres d’intérêt. Ses livres, ses cassettes vidéo, ses dossiers et les nombreuses lettres qu’on y trouve constituent un témoignage sur sa personnalité, sa vie de travail et ses combats.
De nombreuses photos affichées aux murs décorent cette chambre : paysages de montagne, souvenirs de voyages et de rencontres avec des personnalités. Des phrases de saint François d’Assise montrent l’intérêt de l’abbé Pierre pour ce saint qu’il avait choisi comme modèle de vie à l’âge de 14 ans.
Cette chambre-bureau-atelier témoigne du côté pratique et bricoleur de l’abbé Pierre : ses étagères, ses caisses et ses outils, tout a été conçu par l’abbé lui-même dans un style bien spécifique que ses compagnons appelaient le style « Louis Caisse ».

## L’exposition permanente
Constitué de plusieurs salles d’expositions permanentes et d’un espace pédagogique, ce lieu de mémoire a été inauguré le 21 janvier 2012. Le rez-de-chaussée est consacré à Emmaüs et le premier étage à l’abbé Pierre. Les visiteurs auront la possibilité de découvrir les différents domaines d’activité dans lesquels intervient le Mouvement Emmaüs, en France et dans le monde. Le parcours de vie de l’abbé Pierre est retracé, avec sa chambre comme point central. On peut visiter la chapelle où il disait la messe et consulter une base de 3000 documents numérisés dans l’espace pédagogique. L’exposition permanente illustre la vie, l’œuvre et le message de celui qui fut une figure majeure de la France contemporaine.
À la suite de révélations sur des abus sexuels commis par l'abbé Pierre en juillet 2024, le centre abbé Pierre-Emmaüs ferme ses portes jusqu'à nouvel ordre. En septembre 2024, la fondation Abbé-Pierre annonce que cette fermeture est définitive et que « l'avenir du centre fera l'objet d'un travail collectif entre ses différentes organisations membres au cours des prochaines semaines ».